# Lukáš Waligora
Lukáš Waligora (* 14. September 1987) ist ein ehemaliger tschechischer Grasskiläufer. Er nahm an sechs Juniorenweltmeisterschaften teil und startete mehrmals im Weltcup.

## Karriere
Lukáš Waligora nahm von 2002 bis 2007 an sechs Juniorenweltmeisterschaften teil. In den ersten Jahren konnte er sich mehrmals unter den besten 30 klassieren, 2005 kam er in drei Wettbewerben unter die besten 20. Am erfolgreichsten war der Tscheche bei der Juniorenweltmeisterschaft 2006 in Horní Lhota u Ostravy. Er belegte jeweils Platz fünf im Super-G und in der Kombination sowie Rang sechs im Slalom und Rang 13 im Riesenslalom. Bei der Junioren-WM 2007 belegte er den achten Platz in der Super-Kombination und den 15. im Super-G. In FIS-Rennen fuhr Waligora mehrmals unter die besten 20. Seine einzigen Punkte im Weltcup gewann der Tscheche mit Rang 26 im Slalom von Čenkovice am 12. August 2007, womit er in der Saison 2007 auf den 70. Platz im Gesamtweltcup kam. Sein letztes Grasskirennen war ein Super-G im Rahmen des Tschechien-Cups am 27. Juli 2008.
Im Alpinen Skisport ist Waligora weiterhin aktiv. Hier kam er in FIS-Rennen bislang nur einmal unter die besten 30.

## Erfolge

### Juniorenweltmeisterschaften
- Nové Město na Moravě 2002: 25. Kombination, 31. Super-G, 32. Slalom, 36. Riesenslalom
- Goldingen 2003: 22. Kombination, 23. Slalom, 30. Riesenslalom, 31. Super-G
- Rettenbach 2004: 25. Riesenslalom, 28. Super-G
- Nové Město na Moravě 2005: 15. Slalom, 16. Kombination, 20. Super-G
- Horní Lhota u Ostravy 2006: 5. Super-G, 5. Kombination, 6. Slalom, 13. Riesenslalom
- Welschnofen 2007: 8. Super-Kombination, 15. Super-G

### Weltcup
- Eine Platzierung unter den besten 30